# Zoomorfo

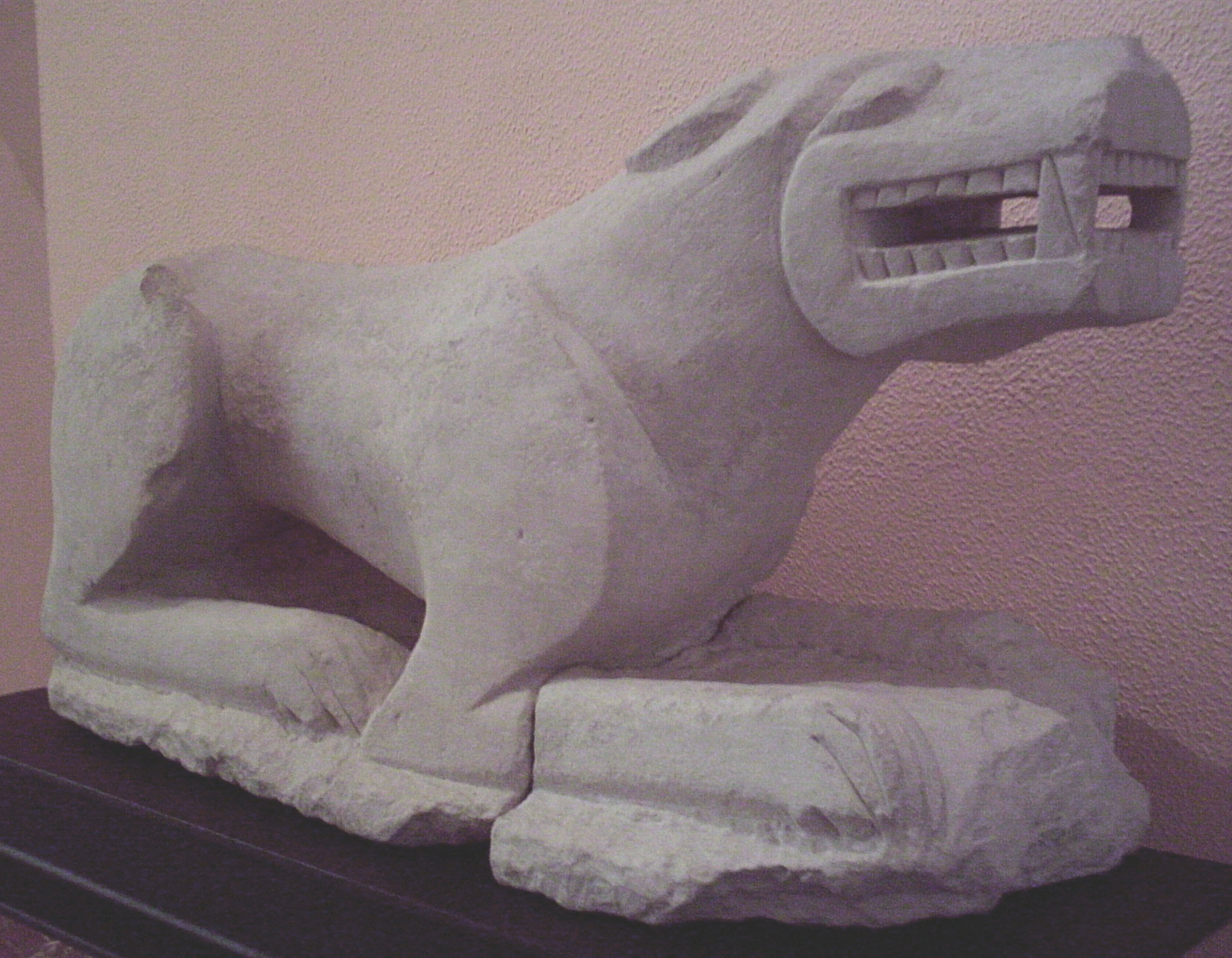
Leona de Baena, una escultura ibera de piedra caliza datada a finales del hallada en el yacimiento arqueológico del Cerro del Minguillar.

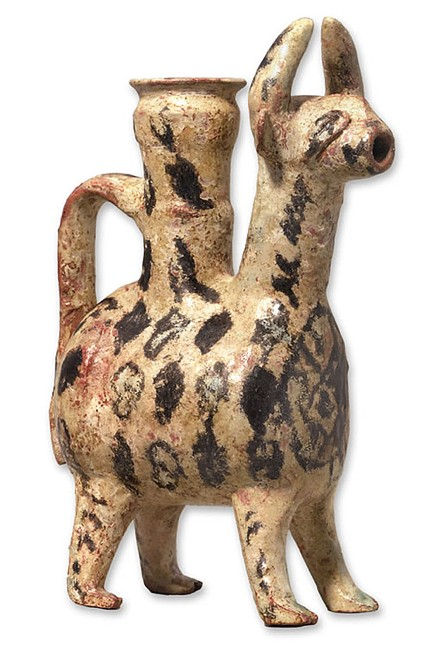
Pieza de cerámica zoomorfa procedente de Medina Azahara, Córdoba (España).

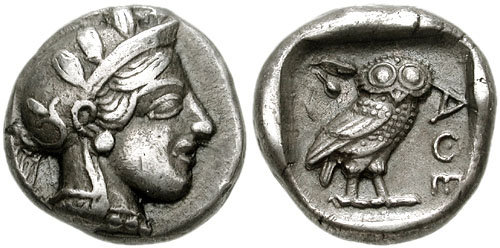
Dracma de plata griego procedente de Atenas, Grecia.

Zoomorfo (del griego antiguo ζῶον zōon -'animal'; μορφή morfē -'forma'-) es un adjetivo que califica o describe cualquier objeto que presenta o tiene un grado de parentesco animal. Es decir que se parece a un animal.

## Escultura zoomorfa
Se pueden encontrar infinidad de objetos escultóricos con formas zoomórficas, sobre antiguas ruinas, como por ejemplo estelas funerarias, amuletos, o utensilios religiosos.

## Arquitectura zoomorfa
Existen numerosos ejemplos de arquitectura zoomorfa en las antiguas civilizaciones como por ejemplo la antigua ciudad inca de Cuzco, diseñada para conseguir la forma de un puma; otros ejemplos serían las famosas Líneas de Nazca, que en muchos casos reproducen formas de animales.